# لویسا دلا نوکه
لویسا دلا نوکه (ایتالیایی: Luisa Della Noce; ۲۸ آوریل ۱۹۲۳ – ۱۵ مهٔ ۲۰۰۸) هنرپیشه اهل ایتالیا بود. او از سال ۱۹۵۱ تا ۱۹۸۲ میلادی در دوازده فیلم ظاهر شد.
از فیلم‌هایی که وی در آن نقش داشته است، می‌توان به جولیتای ارواح (۱۹۶۵) و مرد راه‌آهن (۱۹۵۶) اشاره کرد.